# Carie del legno
La carie del legno è una necrosi o patologia vegetale che causa la graduale e progressiva degradazione dei tessuti legnosi delle piante arboree ed arbustive in piedi (vive), del legname in conservazione e in opera. La carie una volta insidiata nel legno può comprometterne le caratteristiche morfologiche, fisiche e meccaniche.
 La carie del legno è classificata tra le malattie ipnochereutiche poiché provoca un'alterazione della consistenza dei tessuti legnosi in seguito all'aggressione enzimatica messa in atto dai funghi nei confronti dei costituenti della parete cellulare.
La patologia è provocata da agenti causali, quali appunto funghi per la maggior parte appartenenti alla divisione dei Basidiomycota, detti anche Basidiomiceti, in minor parte appartenenti agli Ascomycota. Tali funghi vengono chiamati funghi lignivori o xilovori poiché attaccano prevalentemente cellulosa e lignina, per trarne nutrimento ed energia per la loro crescita e riproduzione. I principali funghi agenti di carie appartengono ai generi Fomes, Ganoderma, Phellinus, Polyporus e Stereum.

## Sintomatologia
Nelle piante vive i sintomi possono essere localizzati su una o più porzioni della pianta a livello della chioma, lungo il fusto, all'interno della pianta, sull'individuo intero o talvolta non essere evidenti. I sintomi rappresentano la manifestazione esterna e interna dell'interruzione delle funzioni vitali della pianta, che conduce alla morte cellulare ed alla disgregazione cellulare.
I sintomi esterni non sono specifici della malattia e possono essere confusi con altri fenomeni di sofferenza della pianta dovuti a danni da inquinanti, defogliazioni parassitarie, per cui può risultare difficoltosa una prima diagnosi da parte di un tecnico esperto. Sulla chioma i primi sintomi generalmente riguardano accrescimenti irregolari e stentati, seccumi più o meno diffusi, microfillia. A queste prime manifestazioni possono aggiungersi altri sintomi più caratteristici che compaiono sugli organi legnosi (fusto o grossi rami), come zone depresse o rigonfiamenti, fessurazioni, tessuti disgregati, cavità più o meno ampie. Si aggiunge come elemento diagnostico, la presenza di corpi fruttiferi dei funghi (carpofori) alla base o lungo il tronco, questi sono evidenti quando le parti legnose sono già danneggiate ed il processo infettivo è ormai avanzato. 
Anche nel legname delle piante abbattute i sintomi non sono sempre rilevabili immediatamente dall'insediamento del fungo. Possono in alcuni casi riscontrarsi degli aggregati miceliari e tardivamente possono identificare i corpi fruttiferi, alterazioni di colore, di consistenza e delle componenti legnose.
I tessuti legnosi colpiti dalla carie possono presentare:
Alterazioni morfologiche:
- Variazioni di colore
- Variazione di aspetto

Alterazioni fisiche:
- Variazioni dell'odore
- Variazioni della permeabilità
- Variazioni del peso

L'alterazione del colore varia a seconda della componente cellulare che viene degradata, grazie a queste specifiche variazioni si distinguono diversi tipi di carie:
- la carie bianca con la prevalente degradazione della lignina, ad opera degli enzimi ligninolitici.
- la carie bruna che consiste nella prevalente degradazione della cellulosa, ad opera delle cellulasi;

Si parla, invece, di carie soffice o carie molle quando si ha la prevalente degradazione di cellulosa ed emicellulose ad opera di cellulasi ed emicellulasi.

I funghi risultano altamente selettivi nella degradazione di queste importanti componenti vegetali, per questo arrivano a minare e compromettere la resistenza meccanica degli alberi in piedi ed in opera e la perdita degli assortimenti legnosi pronti per la lavorazione.
 Il legno della carie bianca si presenta di colore biancastro, assume una consistenza più lassa, con il tempo il legno diventa spugnoso e friabile e si disgrega, portando alla formazione di cavità e perdendo così vigore e resistenza. Nel legno resta la cellulosa legata ai raggi parenchimatici ed il tessuto risulta sensibile alla flessione, ma resistente alla tensione. A seconda della consistenza assunta dal legno la carie bianca si può distinguere in spugnosa, fibrosa, alveolare o tubulare per la presenza di aree ben definite o di tuboli pieni di micelio biancastro, marmorizzata tipicamente lucida di colore bianco brillante, lamellare, anulare per il distacco degli anelli di accrescimento. 
 Gli agenti di carie bruna colpiscono in massima parte la cellulosa e le emicellulose, lasciando parzialmente intatta la lignina, che diventa rigida ma friabile. Il legno perde la resistenza, imbrunisce e si rompe su tre piani di sfaldatura perpendicolari tra loro per questo si chiama anche carie cubica. Lungo il tronco si possono osservare fessurazioni e screpolature. La carie molle si presenta con delle piccole cavità di forma circolare. 
L'occlusione dei vasi da parte del micelio fungino influisce negativamente sul bilancio idrico delle piante vive, anche se in misura minore di altre patologie vegetali, come i marciumi radicali, in quanto modificano il flusso della linfa nel fusto.

## Ospite e fungo
Le piante ospiti sono in genere latifoglie a legno tenero e a legno duro, di interesse forestale ed ornamentale, le conifere sono interessate in numero minore. Tra le specie arboree da frutto, sono maggiormente colpite quelle più longeve, come l'olivo e gli agrumi. 
I principali funghi agenti di carie sono:
- Fomes fomentarius = Polyporus fomentarius
- Fomes salicinus
- Fomes fulvus = Phellinus igniarius subsp. fulvus
- Fomitiporia punctata
- Ganoderma applanatum
- Ganoderma lucidum
- Ganoderma resinaceum
- Heterobasidion annosum = Fomes annosus
- Inonotus hispidus
- Phellinus pomaceus
- Polyporus sulphureus
- Polyporus oleae
- Stereum gausapatum
- Trametes gibbosa
- Trametes pini
- Chaetomium globosum

## Eziologia
L'azione della carie dipende dall'agente eziologico, dalle caratteristiche proprie del fungo quali la specificità con l'ospite, il corredo enzimatico, il potenziale di inoculo, la capacità di sopravvivenza in condizioni sfavorevoli, la tolleranza ai meccanismi di difesa della pianta viva. Il fungo per questo può essere estremamente polifago attaccando latifoglie e conifere o monofago quindi scegliere solamente conifere o latifoglie. Inoltre, lo sviluppo della carie dipende anche dalle caratteristiche del legno (specie, età, stato fisiologico) e dalle condizioni ambientali.
 Il processo infettivo della carie del legno si sviluppa in corrispondenza di una lesione di origine parassitaria o una ferita dovuta al taglio a livello dell'apparato aereo o dell'apparato radicale. Le ferite tipiche delle piante in piedi sono grossi tagli di capitozzatura, potature scorrette, ferite provocate da chiodi o corpi metallici, lesioni da insetti xilofagi. Con il contatto ospite-fungo avviene la contaminazione, prosegue la penetrazione da qualsiasi lesione, si parla quindi di penetrazione indiretta del fungo. L'infezione può procedere all'interno della pianta colpita per trasmissione intercellulare e per via sistematica attraverso i vasi del tessuto conduttore. Il fungo in questo modo trae nutrimento dai succhi presenti negli spazi intercellulari e continua la sua vita. Una volta esplicata la penetrazione nella pianta può passare più o meno tempo per la colonizzazione dell'individuo ospite e per l'insorgenza dei primi sintomi. La diffusione del fungo può avvenire anche grazie ad insetti (Coleotteri Scolitidi) che si diramano nel legno scavando gallerie di nutrizione e di riproduzione, divenendo per questo propagatori attivi del micelio fungino. 
La sopravvivenza del fungo avviene grazie alla capacità di diffusione dello stesso per via gamica con produzione di corpi fruttiferi che diffondono nell'ambiente spore sessuate e per via agamica con la produzione di conidi e di micelio nel legno cariato o infetto. 
Molti funghi agenti di carie sono parassiti secondari, agiscono quando la pianta si trova in condizioni di sofferenza ed indebolimento, generalmente non provocano danni su piante sane. È il caso frequente di piante senescenti e/o con scarsa reattività presenti nelle aree urbane (es. giardini pubblici, viali alberati) sottoposte a vari stress fisiologici come lo scarso assorbimento delle radici per la copertura del manto stradale, l'inquinamento, le lesioni al colletto per lavori di sfalcio o errori tecnici di impianto.
Il riconoscimento del fungo causale della malattia è un elemento fondamentale per l'individuazione del tipo di carie e la diagnosi precoce.

## Diagnosi
Per ridurre drasticamente l'insorgenza di rotture di alberi e dei loro rami dovute all'azione del vento, al peso della neve o semplicemente al carico dei frutti, è decisivo effettuare una diagnosi precoce. È utile ricorrere ad un programma di monitoraggio attraverso l'ispezione delle piante facendo attenzione ai sintomi esterni sopra elencati.

Claus Mattheck (1994) ha elaborato un metodo visivo, non strumentale di valutazione dei sintomi VTA acronimo per Visual Tree Assessment. Tale metodo si basa sull'identificazione di sintomi esterni che implicano la presenza di una patologia a carico del legno intero. Si procede con l'analisi della pianta nel suo complesso (chioma, branche, e loro punti di attacco, tronco, radici) e vengono raccolte le informazioni sullo stato di salute della pianta. La presenza di rigonfiamenti, depressioni, flussi di materiali, cavità, presenza di carpofori sono sintomi collegati alla presenza di carie e rappresentano le manifestazioni di rischio. Il rischio di caduta viene annullato quando le sezioni trasversali sane e quelle malate hanno la stessa dimensione, quando si ha una tensione costante dovuta al pareggio tra le due sezioni. In caso di piante a rischio di caduta si procede con l'analisi strumentale, in quanto il VTA riesce a dare solo indicazione della presenza e della tipologia del sintomo. 
I sistemi in grado di valutare l'ampiezza e la posizione della carie all'interno della sezione trasversale sono:
- percussione con martello semplice
- percussione con martello a impulsi
- resistograph
- frattometro

Quelli sopra elencati sono tutti metodi che riservano più o meno un certo livello di invasività, provocando fori anche di millimetriche dimensioni che per le ife di un fungo costituiscono delle autostrade. Un approccio innovativo è quello tomografico, attraverso il quale si riesce a produrre una tac in una sezione ben definita dell'albero. Senza generare impatti negativi o pregiudicarne la persistenza in caso di rilevazioni con funghi interni al fusto.

## Lotta
La lotta più efficace è di tipo preventivo, prevede il rispetto delle pratiche agronomiche e selvicolturali che mirano a mantenere il buono stato vegetativo delle piante. A scopo preventivo è opportuno proteggere le grosse ferite da potatura e i grossi tagli con prodotti aventi azione fungicida anticrittogamici. 
La pratica ritenuta in passato molto efficace, definita dendrochirurgia, si effettua con la "slupatura", cioè l'asportazione del legno deteriorato mediante appositi strumenti e la disinfezione con anticrittogamici del legno messo a nudo. In realtà questo tipo di intervento, rimuovendo la zona di barriera creata dalla pianta allo scopo di limitare l'ampliamento della alterazione del legno, si è dimostrata controproducente.
La lotta chimica può essere messa in atto in vivaio in inverno o prima della ripresa vegetativa con prodotti a base di rame.